# Plymouth City Airport
Plymouth City Airport var en flygplats i Storbritannien.   Den ligger i City of Plymouth och riksdelen England, i den södra delen av landet, 300 km väster om huvudstaden London. Plymouth City Airport ligger 145 meter över havet. Ingen flygtrafik har (2018) bedrivits sedan 2011.
Terrängen runt Plymouth City Airport är platt åt sydväst, men åt nordost är den kuperad. Runt Plymouth City Airport är det mycket tätbefolkat, med 1 135 invånare per kvadratkilometer. Närmaste större samhälle är Plymouth, 6,3 km söder om Plymouth City Airport. Trakten runt Plymouth City Airport består till största delen av jordbruksmark.